# Crackdown
Pour les articles homonymes, voir Crackdown (homonymie).
Crackdown est une série de jeux vidéo d'action-aventure créée par David Jones et éditée par Xbox Game Studios. La série se déroule dans une ville futuriste dystopique contrôlée par une organisation secrète appelée l'Agence. Les jeux sont centrés sur les soldats de l'Agence, connus sous le nom d '«Agents», alors qu'ils combattent des menaces allant de divers syndicats criminels, d'un groupe terroriste connu sous le nom de «Cell» et de monstres ressemblant à des zombies appelés «Freaks»,. 
Les jeux de la série ont été développés par divers développeurs de jeux, avec Realtime Worlds pour le premier jeu Crackdown en 2007, et une suite appelée Crackdown 2 développée par Ruffian Games en 2010. Les deux jeux sont sortis pour la Xbox 360. Un troisième volet Crackdown 3 développé par Sumo Digital est en 2019 pour Xbox One et Microsoft Windows. Bien que Crackdown ait été lancé avec des codes d'accès pour la version bêta multijoueur de Halo 3, le jeu en lui-même a reçu un accueil critique positif et a remporté plusieurs prix de jeux vidéo.

## Jeux

### Crackdown
Crackdown est sorti le 20 février 2007 pour la console Xbox 360. Initialement en développement pour la console Xbox en 2002, Microsoft a suggéré en 2004 que Realtime Worlds publie le jeu pour la Xbox 360 alors à venir. Une démonstration a été présentée lors de l'E3 de 2006.

### Crackdown 2
Bien que Realtime Worlds ait confirmé qu'ils créeraient une série pour suivre le succès du premier Crackdown, des retards dans la budgétisation entre Microsoft et Realtime ont conduit le développeur à annuler la suite,. Microsoft possédait cependant toujours la propriété intellectuelle de Crackdown, ils ont donc embauché une autre entreprise de développement écossaise Ruffian Games pour créer le jeu,. Une bande-annonce de Crackdown 2 est sortie lors de la conférence E3 2009. 

### Crackdown 3
Un troisième jeu a été développé par Sumo Digital,. Le jeu a été révélé sous le nom de Crackdown 3 lors de la conférence de presse de Microsoft à la Gamescom 2015. Crackdown 3 ramène la série à ses racines de lutte contre les syndicats criminels. Le directeur créatif de Microsoft Studios, Ken Lobb affirme que le jeu se déroulera dans le futur du premier jeu, mais représente une chronologie alternative à celle fournie par Crackdown 2. Le développeur précédent Ruffian Games a fourni une assistance supplémentaire pour le développement du jeu. Le jeu devait initialement sortir sur Xbox One et Microsoft Windows le 7 novembre 2017, mais a été retardé jusqu'en 2019. Le jeu est sorti le 15 février 2019 avec des critiques mitigées.